# 서울문성초등학교
서울문성초등학교는 대한민국 서울특별시 금천구 독산동에 있는 공립 초등학교이다.

## 학교 연혁
- 1955년 12월 17일 설립인가
- 1956년 4월 6일 시흥군 문성국민학교 개교 (6학급 편성)
- 1963년 1월 1일 서울시로 편입(서울문성국민학교)
- 1971년 1월 1일 난곡, 독산, 미성, 정심, 가산, 두산초등학교로 109학급 분리
- 1991년 3월 1일 72학급 편성 (특수학급 포함)
- 1995년 11월 3일 학교 급식실 개관 (교실 5칸 규모)
- 1996년 3월 1일 서울문성초등학교로 개칭
- 1999년 3월 1일 제17대 김영자 교장 취임
- 2004년 2월 13일 제49회 졸업 (260명)
- 2004년 3월 1일 45학급 편성, 제18대 이상호 교장 취임
- 2006년 2월 15일 제51회 졸업 (250명)
- 2006년 3월 1일 40학급 편성 (특수학급 2학급 포함)
- 2007년 2월 14일 제52회 졸업 (235명)
- 2007년 3월 1일 38학급 편성 (특수학급 2학급 포함)
- 2007년 3월 1일 제19대 이길숙 교장 부임
- 2008년 2월 14일 제53회 졸업 (204명)
- 2008년 3월 1일 36학급 편성 (특수학급 2학급 포함)
- 2009년 2월 13일 제54회 졸업 (196명)
- 2009년 5월 15일 방송실 현대화
- 2010년 2월 11일 제55회 졸업(158명)
- 2010년 2월 28일 세면실 설치, 보건실 현대화 사업
- 2010년 3월 1일 29학급 편성(특수 2학급 포함)
- 2011년 2월 17일 제56회 졸업(162명)
- 2011년 3월 1일 28학급 편성(특수 2학급 포함)
- 2011년 3월 1일 제20대 이효순 교장 부임
- 2012년 1월 3일 교육복지 '어깨동무교실' 개관
- 2012년 2월 15일 제57회 졸업(132명)
- 2012년 3월 1일 28학급 편성(특수 2학급 포함)
- 2012년 9월 21일 Wee클래스 구축
- 2012년 10월 10일 문성 가족 솜씨 한마당
- 2013년 2월 15일 제58회 졸업 (115명) 졸업생누계 23,447명
- 2013년 3월 1일 27학급 편성(특수 2학급 포함)
- 2013년 3월 4일 1학년 신입생 85명 입학(남:43명, 여:42명)
- 2013년 10월 2일 가을 한마음 운동회
- 2013년 12월 23일 문성 악기 연주 발표회
- 2014년 2월 14일 제59회 졸업식 (남 60명, 여 57명) 계 117명, 졸업생누계 23,564명
- 2014년 2월 25일 돌봄전용교실 설치 (본관1층 해님반교실)
- 2014년 3월 1일 2014학년도 27(특수2) 학급 편성
- 2014년 9월 1일 제21대 박승선 교장 취임
- 2015년 2월 12일 제60회 졸업식 (113명)
- 2015년 3월 1일 2015학년도 24(2)학급 편성
- 2015년 3월 2일 시업식 및 입학식 (64명)
- 2016년 2월 15일 제61회 졸업식(남44명, 여39명 총83명)
- 2016년 3월 1일 2016학년도 24학급(일반21, 특수3) 편성
- 2016년 3월 2일 시업식 및 입학식 (74명)
- 2016년 9월 1일 제22대 이미경 교장 취임
- 2017년 2월 17일 제62회 졸업식(남35명, 여54명   총89명)
- 2017년 3월 1일 2017학년도 26학급(일반23,특수3) 편성
- 2017년 3월 1일 또바기 작은 도서관 개관 (신관3층 갤러리 내)
- 2017년 3월 4일 본관 신관 유리창 청소
- 2017년 5월 1일 문성 글로벌 인재 학당 개관
- 2017년 8월 2일 시청각실 무대 리모델링
- 2017년 8월 18일 양치대 리모델링 공사
- 2018년 1월 31일 본관 돌봄 교실(1실) 확장 공사
- 2018년 2월 14일 제63회 졸업식(남51명,여44명   총 95명) 누계 23,944명
- 2018년 2월 26일 본관 2,3층 복도일부 바닥 교체 공사
- 2018년 2월 28일 신관 냉난방 개선 공사
- 2018년 3월 1일 2017학년도 26학급(일반23,특수3) 편성
- 2018년 4월 16일 회의실 및 다문화 예비학교 교실 구축공사
- 2018년 7월 16일 본관 옥상 방수 공사
- 2018년 8월 2일 시청각실 내부 환경공사
- 2018년 8월 23일 문성 꿈자람 도서관 리모델링 개관
- 2018년 8월 25일 본관 창호교체 및 내부 도색 공사
- 2018년 8년 10월 운동장 배수 및 정비(친환경 운동장 조성 공사)
- 2018년 9월 15일 담장 외벽 꾸미기 공사
- 2019년 2월 15일 제64회 졸업식(남33명,여40명 총73명) 누계 24,017명
- 2019년 2월 26일 운동장 스탠드 데크 공사
- 2019년 3월 1일 2019학년도 26학급 편성(일반22,다문화특별학급1,특수3)
- 2019년 3월 15일 돌봄교실 증설 및 환경개선 공사
- 2026년 4월 6일 개교 70주년

## 참고 자료
- 서울문성초등학교 - 한국교육학술정보원 학교알리미